# Leucosyrinx pikei
Leucosyrinx pikei là một loài ốc biển săn mồi cỡ trung bình, là động vật thân mềm chân bụng sống ở biển trong họ Turridae.